# Hopton Castle

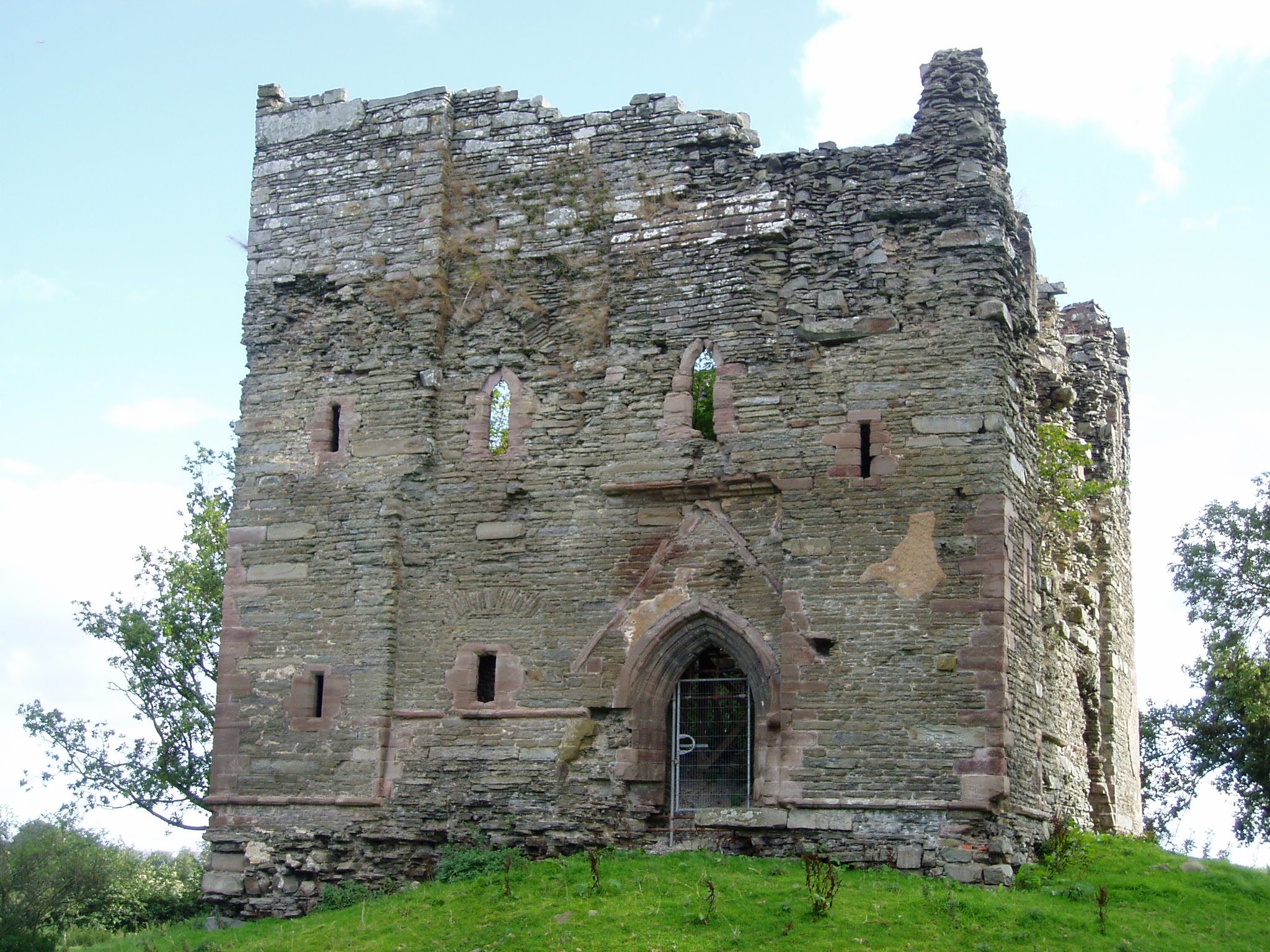
Der Donjon von Hopton Castle

Hopton Castle ist eine Burgruine im Dorf Hopton Castle, das etwa auf halbem Wege zwischen den Städten Knighton in Wales und Craven Arms in der englischen Grafschaft Shropshire liegt. Im Jahre 2010 wurde die Ruine in der britischen Fernsehserie Time Team behandelt. Die Burg ist seit Anfang des 18. Jahrhunderts eine Ruine, wurde aber in den Jahren 2006 bis 2011 teilweise restauriert und im Dezember 2011 durch den Duke of Gloucester als Sehenswürdigkeit wiedereröffnet.

## Normannische Burg
Vermutlich ließ die Burg einer der Hoptons als einer der Grundherren der Says von Clun Castle in Form einer hölzernen Motte errichten. Ebenfalls wahrscheinlich ist, dass Walter de Hopton dort während des zweiten Krieges der Barone in den 1260er-Jahren eine steinerne Burg errichten ließ. Der Burghof war mit einer steinernen Kurtine befestigt und in der Mitte wurde ein beeindruckender, rechteckiger, zweistöckiger Donjon gebaut. Der letzte Walter de Hopton starb während der Rosenkriege und die Burg fiel durch Heirat an die Familie Corbet vom Moreton Corbet Castle. Von dieser Familie fiel sie durch Heirat mit Elizabeth Corbet, der Tochter von Robert Corbet, an Sir Henry Wallop. Er ließ bei Ausbruch des englischen Bürgerkrieges Hopton Castle als parlamentaristische Hochburg befestigen, starb aber, bevor er sich an dem Konflikt beteiligen konnte. Er hinterließ die Burg seinem Sohn Robert Wallop, dem Königsmörder.

## Bürgerkrieg, Angriff und Massaker
Im englischen Bürgerkrieg war Hopton Castle eine der wenigen Burgen im Westen, die von den Roundheads gehalten wurden. 1644 belagerte Sir Michael Woodhouse mit einer Streitmacht von etwa 500 Mann die Burg, die von etwa 30 Roundheads unter dem Kommando von ‘’Samuel More’’ verteidigt wurde. More einigte sich später mit den Belagerern und ergab sich.
Laut den Aufzeichnungen Mores wurden alle, die sich ergaben, mit Ausnahme von ihm selbst, umgebracht und begraben. Andere Quellen liefern davon abweichende Angaben über das Ende der Belagerung. Dort steht, dass More nach dreiwöchiger Belagerung die Aufgabe verzögerte, bis der Burghof von den Angreifern eingenommen war und der Eingang zum Donjon in Flammen stand. Zu diesem Zeitpunkt soll sich die Garnison Michael Woodhouse ergeben haben, die sich nach der bedingungslosen Kapitulation entschied, der Mehrheit seiner Gefangenen kein Pardon zu gewähren, sodass sie von ihren Überwältigern umgebracht wurden.
Die Burg war im Jahre 1700 noch bewohnbar, verfiel aber wenig später. Umfangreiche Überreste des stark veränderten Donjons sind erhalten geblieben.

## Restaurierung

### Hopton Castle Preservation Trust

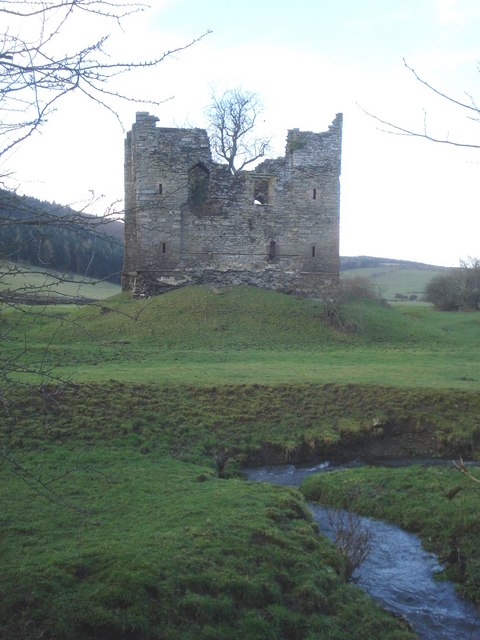
Der Donjon aus einer anderen Blickrichtung

Im November 2008 übernahm der 2006 gegründete Hopton Castle Preservation Trust die Burg. Der Trust konnte eine Million Pfund sammeln, die Hälfte davon vom Heritage Lottery Fund, um die Erhaltung der Burg zu unterstützen.

### Time Team
Die Burg war Thema einer Ausgrabung in der Episode 5 der Serie 17 des Archäologieprogramms Time Team des britischen Fernsehsenders Channel 4. Sie hieß The Massacre in the Cellar und wurde am 16. Mai 2010 ausgestrahlt.
Die Überreste des Donjons wurden drei Tage lang vom Time Team ausgegraben, wobei die Form der Burg und die Geschichte ihres Baus geklärt wurden. Der Donjon wurde im englischen Bürgerkrieg von den Royalisten eingenommen. Für das oben beschriebene Massaker fand man keinen Beweis.
Time Team hatte zuvor bereits Ausgrabungen in High Ercall, einem weiteren Schauplatz des Bürgerkrieges in Shropshire, durchgeführt und gefilmt.

### Erhaltung und Reparaturen
Die Erhaltung und Reparatur der Ruine, die hauptsächlich durch Gelder des Heritage Lottery Fund und von English Heritage finanziert wurden, waren der Höhepunkt von Jahren der Kampagne und Spendensammlung durch den neuen Eigner der Burgruine, den Hopton Castle Preservation Trust. Die Arbeiten beschränkten sich auf wichtige strukturelle Stabilisierung und den Neubau von Mauerwerk sowie die Konservierung des bis heute erhaltenen, mittelalterlichen Putzes. In dieser Zeit entdeckte man auch einen raffinierten und möglicherweise einmaligen Aborterker. Auf der Basis von in diesem Raum entdeckten Beweisen denkt man, dass hier ein Belagerungsbruch stattgefunden haben könnte.

#### Das Team des Erhaltungsprojektes
- Projektmanager: Rayska Heritage
- Architekten: Wheatley Lloyd Architects & John C. Goom
- Bauingenieure: Shire Consulting
- Archäologe: Richard K. Morriss
- Bauausführung: Conservation Building Services Ltd